# Vincenzo Pasquali
Vincenzo Pasquali (Scarlino, 25 giugno 1871 – Sanremo, 15 maggio 1940) è stato uno scultore italiano.

## Biografia
Nato a Scarlino nel 1871, primo di quattro fratelli, si trasferì giovanissimo a Grosseto, dove aprì un laboratorio di scultura, architettura e ornato, insieme ai fratelli Alfredo, Samuele e Ferruccio. La ditta dei fratelli Pasquali riceveva principalmente commissioni di lapidi e monumenti funerari, di arredi per giardini, nonché di busti e monumenti pubblici: si ricordano medaglioni e effigi funebri per il cimitero della Misericordia di Grosseto, dove fu autore anche della neogotica edicola Cappelli; la cappella Barberini al cimitero di Scarlino, dove è situata l'effige di Oreste Fontani, uno dei patrioti di cala Martina (1894); le targhe con i profili in marmo di Aurelio Saffi e Giuseppe Mazzini a Roccatederighi (29 aprile 1895); il monumento a Felice Cavallotti (perduto) di Grosseto (1899); il complesso scultoreo in marmo e travertino dedicato a Giuseppe Garibaldi a Scarlino (2 settembre 1900).
In seguito aprì la Fonderia Pasquali a Pistoia, e si intensificarono le commissioni a livello nazionale: è il caso delle porte in bronzo del Trionfo di Cesare sui barbari, esposte anche a Monaco di Baviera, e la cappella Meregaglia al cimitero di Torino; a Genova realizzò la statua equestre di san Giorgio all'esposizione universale e le statue di Domoculta e Caffaro nel palazzo Bianco.
Nel 1915 si stabilì definitivamente a Sanremo, dove aprì uno studio di scultura e una galleria, con l'apporto del figlio Nello (1912–2002), e divenne scultore ufficiale della città. Tra le sue opere liguri si ricordano: la statua della Primavera, sulla passeggiata dell'Imperatrice, uno dei simboli della città; la statua di san Francesco presso la chiesa dei Cappuccini; la statua dell'Ondina nella piazza del Rigolè; il monumento ai caduti in bronzo di corso Mombello, che venne inaugurato il 12 novembre 1923 da re Vittorio Emanuele III; varie opere funerarie per il cimitero della Foce. Nel 1924 fu autore dei monumenti ai caduti di Dego, Taggia e Spotorno.
Fu l'autore del monumento ai caduti italiani a Lione, inaugurato il 24 maggio 1925.
Aderì alla massoneria. Morì il 15 maggio 1940 e venne sepolto nel cimitero monumentale della Foce di Sanremo.
Nel 2005 la collezione Vincenzo Pasquali, insieme all'archivio dei bozzetti e degli studi, è stata acquisita dal museo civico di Sanremo e da allora fa parte dell'esposizione permanente.